# Ténder

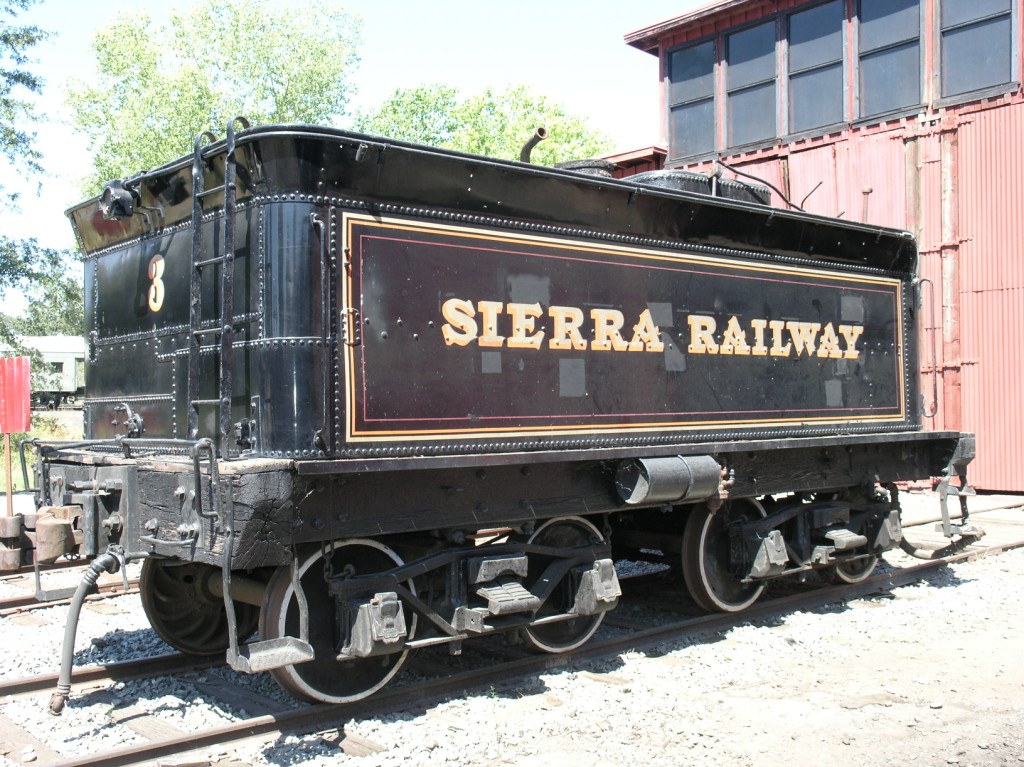
Ténder de la Sierra Railway.

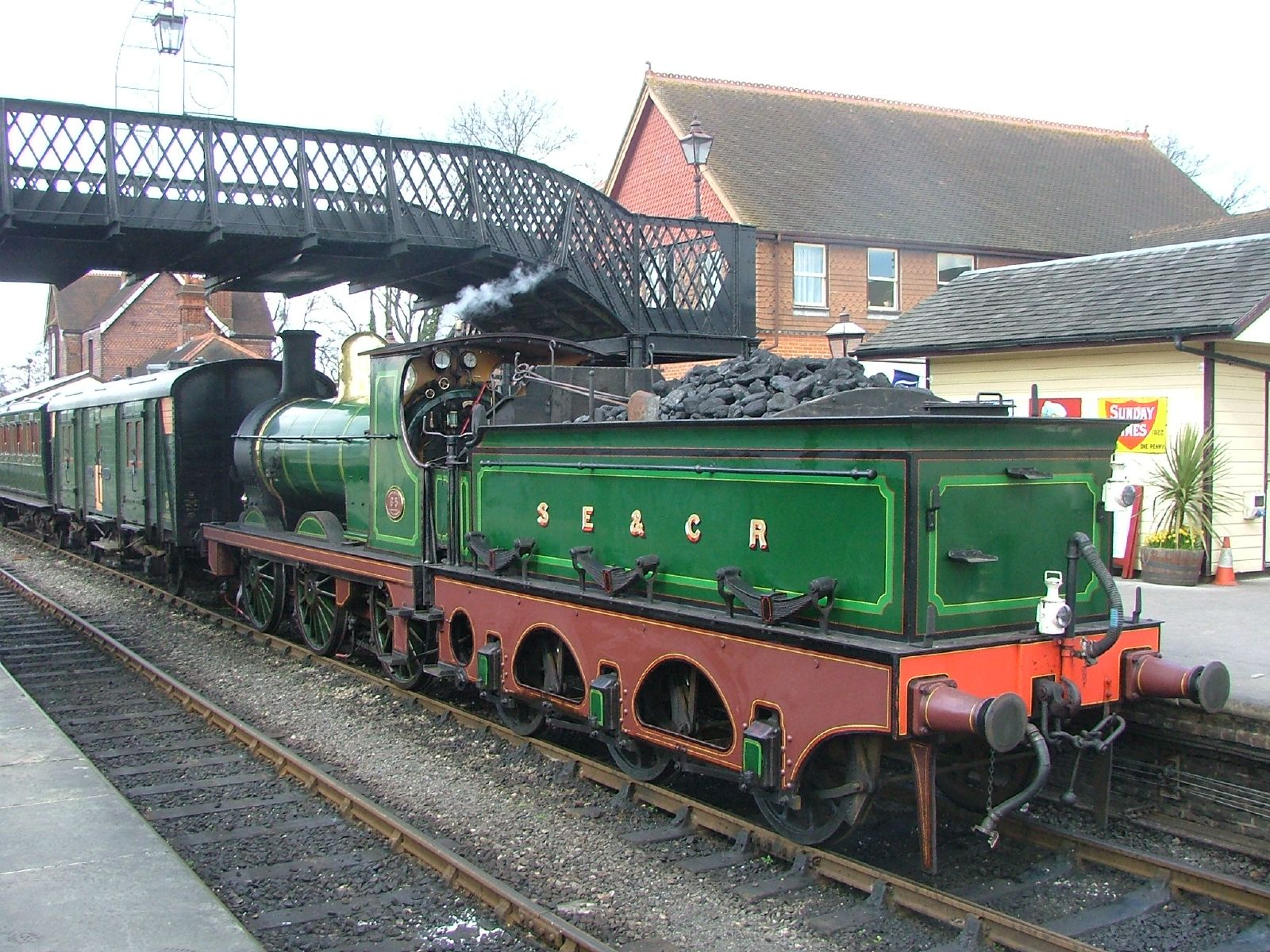
Una locomotora de vapor SECR clase O1 británica marcha con el ténder por delante en la línea Bluebell Railway.

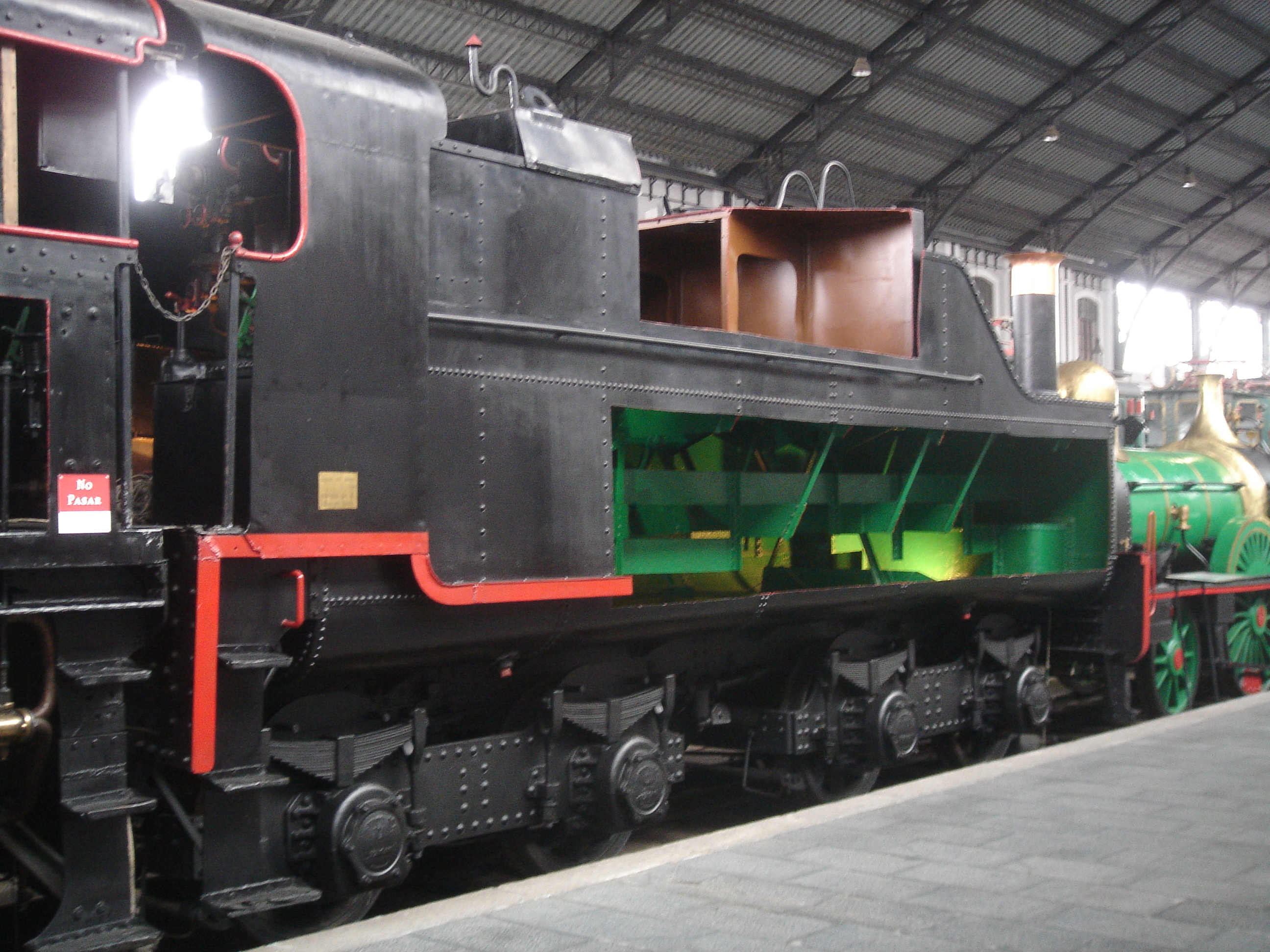
Vista en corte de un ténder español diseñado para fuel-oil. Las áreas verdes almacenan agua, y las marrones el fuel-oil. Esta es una disposición especial para evitar los bandazos peligrosos del agua que podrían desestabilizar la locomotora durante la marcha del tren.

El ténder o carbonera es un vagón especial remolcado por una locomotora de vapor conteniendo el agua y el combustible utilizados por esta. Las locomotoras de vapor consumen gran cantidad de agua en comparación con la cantidad de combustible, por lo que el ténder es necesario para permitir a la locomotora recorrer largas distancias.
Un «ténder de freno» es un ténder especialmente pesado que se utiliza básicamente para proveer una mayor eficiencia de frenado.

## Funciones generales
Las locomotoras de vapor más grandes están acopladas a un ténder de forma semipermanente, el cual transporta agua y combustible. La fuente de combustible usada depende del cual esté disponible económicamente. En el Reino Unido y en partes de Europa, un suministro abundante de carbón lo convirtió en la opción obvia en los primeros tiempos de las máquinas a vapor. Hasta alrededor de 1850, en Estados Unidos la mayoría de las locomotoras quemaba madera hasta que los principales bosques orientales fueron talados casi totalmente. Posteriormente, el carbón empezó a ser ampliamente utilizado, y la madera se utilizó solamente en áreas rurales.

### Suministro de agua

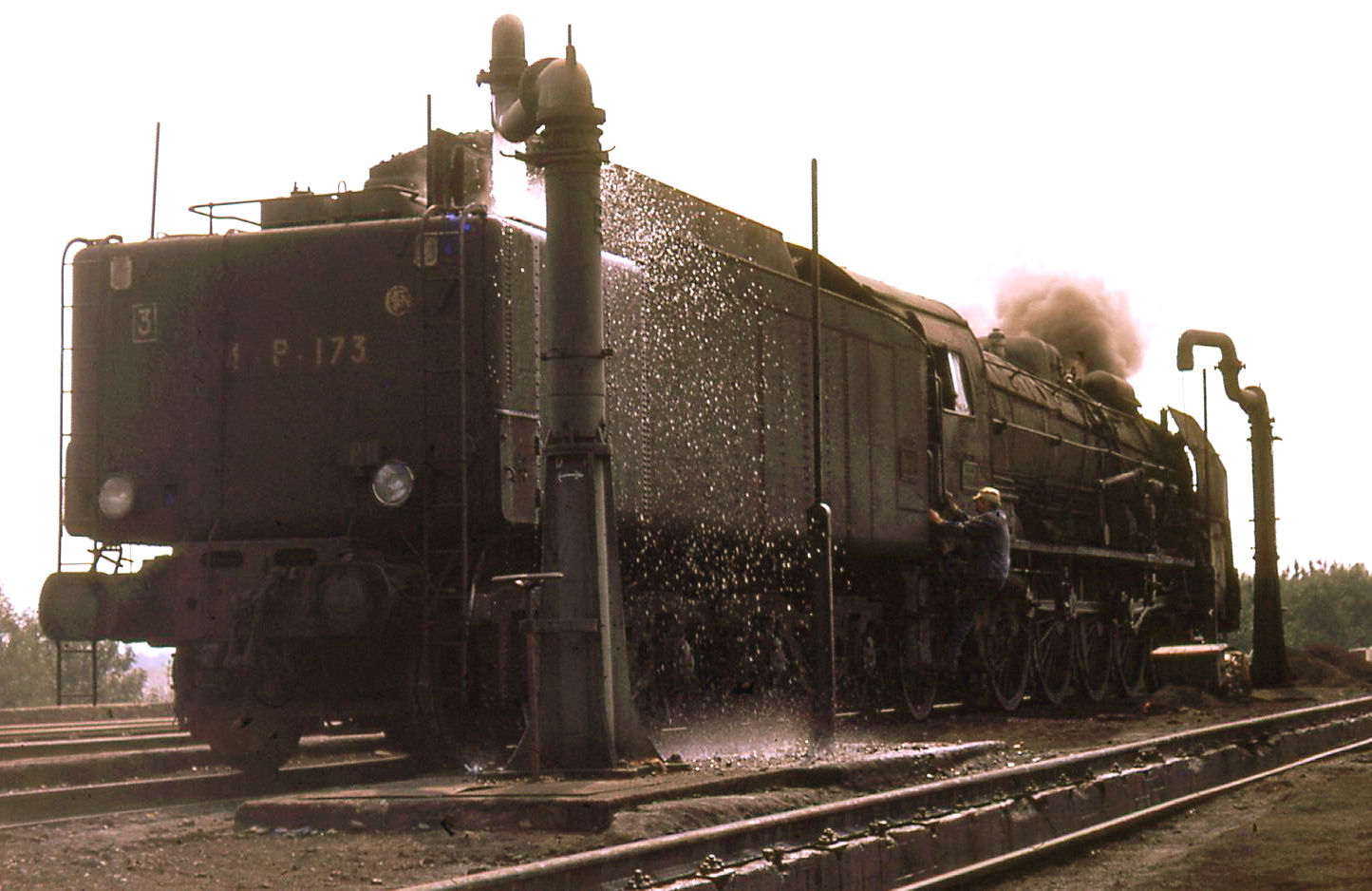
Una SNCF Clase 241P con un ténder boje 34P, durante la carga de agua desde un surtidor (Nantes, Francia, agosto de 1969).

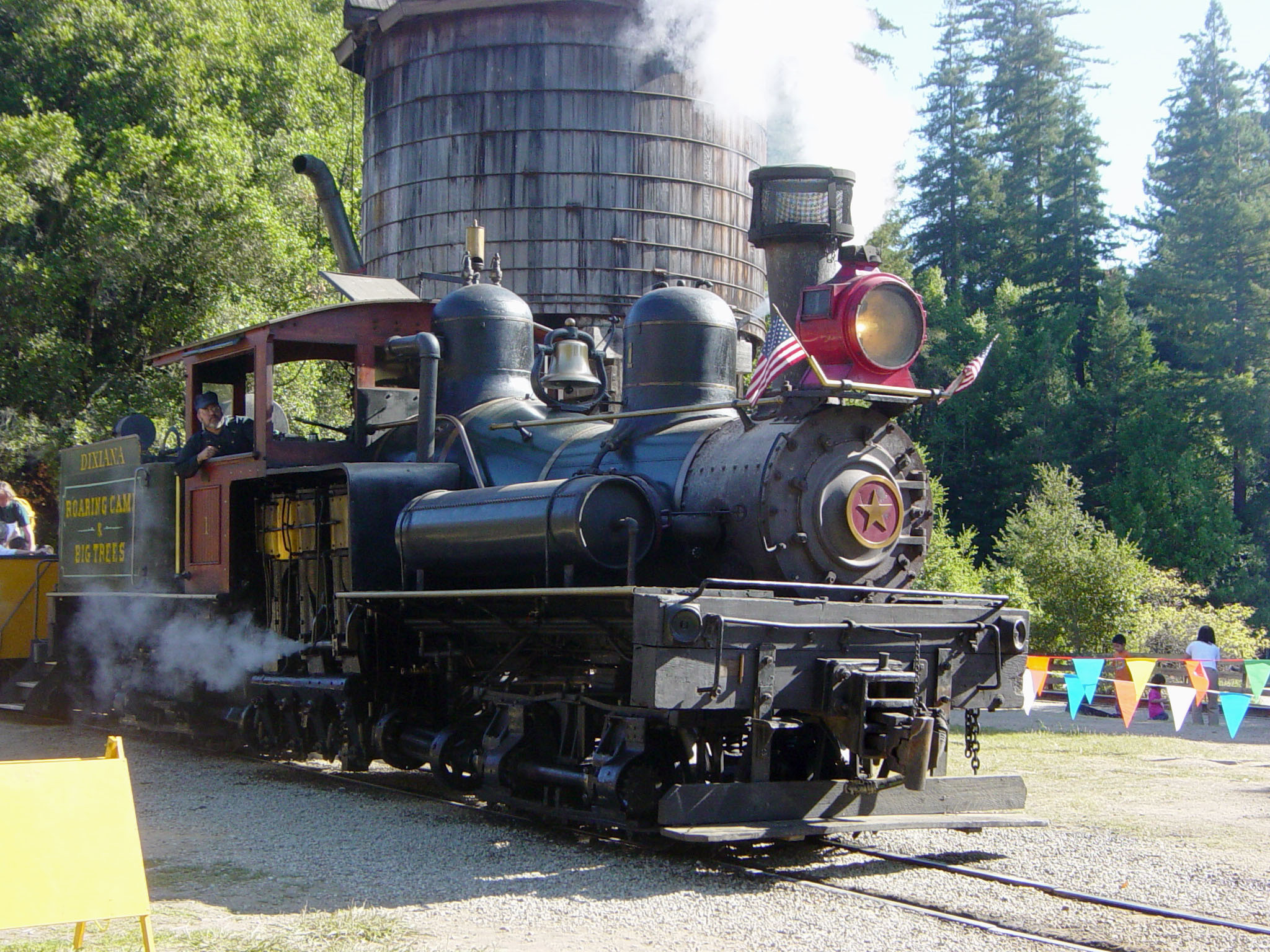
La locomotora Shay Dixiana en el tren histórico Roaring Camp and Big Trees Narrow Gauge Railroad de Felton (California), con una torre de agua de madera y el surtidor visibles al fondo.

De acuerdo con Steamlocomotive.com, 
 Hacia mediados del siglo XIX muchos ténderes consistían en un pañol de combustible (que podía contener carbón o leña) rodeado por un tanque de agua en forma de "U". La forma general del ténder es usualmente rectangular. El pañol de carbón está inclinado hacia la locomotora para facilitar su acceso. Normalmente se realizan dos paradas para cargar agua por cada parada para cargar combustible, debido a que el agua está más disponible que éste. Un kilogramo de carbón puede convertir seis kilogramos de agua en vapor. Por lo tanto, la carga de agua/combustible del ténder es normalmente de 14 toneladas de carbón por 38 000 litros de agua.

En las paradas de agua o en los depósitos de locomotoras se cargaba agua en el ténder desde un tanque elevado destinado a tal efecto. Ésta era tarea del fogonero, quien era responsable de mantener el fuego de la locomotora, la presión del vapor y suministrar el combustible y el agua.
El agua del ténder debe ser propulsada hacia la caldera, para reemplazar a la consumida durante el funcionamiento. En las primeras máquinas esto se hacía mediante una bomba impulsada por el movimiento de los pistones. Más tarde fueron reemplazadas por los inyectores de vapor, mientras que algunas máquinas usaban turbobombas.